# Memoriał Jana Ciszewskiego 2004
Memoriał im. Jana Ciszewskiego 2004 - 21. edycja turnieju żużlowego poświęconego pamięci znanego polskiego komentatora sportowego Jana Ciszewskiego, który odbył się 22 maja 2004 roku. Turniej wygrał Leigh Adams.

## Wyniki
- Stadion Miejski (Rybnik), 22 maja 2004
- Sędzia: Jan Banasiak

| Msc. | Zawodnik                 | Klub         | Pkt   |                 |  |
| ---- | ------------------------ | ------------ | ----- | --------------- |  |
| 1    | Leigh Adams              | Australia    | 14+10 | (3,2,3,3,3)     |  |
| 2    | Tomasz Gollob            | Tarnów       | 15+3  | (3,3,3,3,3)     |  |
| 3    | Sebastian Ułamek         | Częstochowa  | 10+6  | (1,2,3,1,3)     |  |
| 4    | Rafał Dobrucki           | Leszno       | 11+4  | (3,3,1,3,1)     |  |
| 5    | Roman Chromik            | Rybnik       | 9+2   | (2,3,2,2,0)     |  |
| 6    | Rafał Szombierski        | Rybnik       | 10+1  | (2,3,0,3,2)     |  |
| 7    | Mariusz Staszewski       | Rybnik       | 8+d3  | (2,0,3,1,2)     |  |
| 8    | Jesper Jensen            | Dania        | 7     | (d,4,d,4,2,2,3) |  |
| 9    | Antonio Lindbäck         | Szwecja      | 7     | (0,2,2,1,2)     |  |
| 10   | Wiesław Jaguś            | Toruń        | 7     | (1,1,1,2,2)     |  |
| 11   | Roman Povazhny           | Rosja        | 6     | (1,1,1,2,1)     |  |
| 12   | Matej Ferjan             | Słowenia     | 5     | (3,2,0,0,0)     |  |
| 13   | Andrzej Huszcza          | Zielona Góra | 5     | (1,1,2,d2,1)    |  |
| 14   | Bohumil Brhel            | Czechy       | 4     | (2,1d,4,1,w)    |  |
| 15   | Łukasz Szmid             | Rybnik       | 2     | (0,d4,1,0,1)    |  |
| 16   | Łukasz Romanek           | Rybnik       | 0     | (d3,0,0)        |  |
|      | rez. Zbigniew Czerwiński | Częstochowa  |       | (d4,u4)         |  |